# هرم جد كا رع
هرم جد كا رع (في المصرية القديمة «نفر-جد-كا-رع»(«الجميل جد كا رع») هو مجمع هرمي مبني للملك جد كا رع من الأسرة الخامسة في الفترة من أواخر القرن الخامس والعشرين قبل الميلاد في أواخر إلى منتصف القرن الرابع والعشرين قبل الميلاد.   يشار إلى الهرم باسم «هرم الشواف» بواسطة السكان المحليين.  وهو أول هرم يتم بناؤه في جنوب سقارة.
يضم مجمع آثار جد كا رع: هرم رئيسي؛ معبد جنائزي يقع على الوجه الشرقي للهرم الرئيسي؛ معبد واد مدفون تحت سقارة الحديثة؛ جسر تم حفره جزئيًا فقط؛ وهرم العبادة. كان للهرم الرئيسي نواة مكونة من ست درجات مبنية من الحجر الجيري المقطوع تقريبًا والمربوطة ببعضها بواسطة ملاط طيني تم تغليفه بعد ذلك بحجر جيري أبيض ناعم من طرة يصل إلى ذروة ارتفاع 52.5 متر (172 قدم؛ 100.2 متر مكعب). تم نهب الغلاف، وفُقدت الخطوات الثلاث الأولى من القلب، تاركًا الهرم بطول 24 مترًا (79 قدمًا؛ 46 متر مكعب). تم تبني الأبعاد الأساسية لهرم جد كا رع من قبل الملوك المتعاقبين في المعالم الجنائزية الخاصة بهم. داخل البنية التحتية لهرم جد كا رع، تم العثور على بقايا الدفن بجانب بقايا مومياء جد كا رع نفسه. خضع غلاف المومياء والكتان لـ تأريخ بالكربون المشع والذي أعطى نطاقًا مشتركًا من 2886 إلى 2507 قبل الميلاد. وبخلاف ذلك، تضررت البنية التحتية بشدة من قبل لصوص الحجارة الذين كانوا يستخرجون غلاف الحجر الجيري طرة.
يوجد المعبد الجنائزي بجوار الوجه الشرقي للهرم. يحيط بقاعة مدخل المعبد مبنيان كبيران. غرب الصرح الجنوبي، تم اكتشاف مبنى كبير به عدة غرف ضيقة طويلة. تم الحفاظ على مخطط المبنى بواسطة الكتل التأسيسية، لكن هيكله لم يتم الحفاظ عليه بشكل جيد، وفقدت أرضيته، ربما لصوص الحجر. لا يوجد للمبنى معاصرون في مجمعات هرمية أخرى المملكة القديمة، ولا يوجد مرافق على الجانب الشمالي. وظيفتها غير معروفة. تم تدمير المعبد الجنائزي في الغالب خلال الفترة الانتقالية الثانية، واستخدم كموقع للدفن في الأسرة الثامنة عشر. في الزاوية الجنوبية الشرقية للهرم، يوجد هرم عبادة صغير في سياج. لها بنية تحتية على شكل حرف T.
في الزاوية الشمالية الشرقية من الجدار المحيط بمجمع الهرم، تم بناء مجمع هرمي تابع للملكة ستبحور. يعد المجمع الفرعي هو الأكبر الذي تم بناؤه للملكة في عصر الدولة القديمة. يحتوي على جدار سياحي خاص به، ومعبد جنائزي وقاعة تقديم، وغرف تخزين، و ”غرفة انتظار مربعة بحجم لا مثيل له، وهرم عبادة صغير، وبخلاف ذلك يتضمن ميزات كانت محجوزة في السابق حصريًا لمجمعات الملك.

## الموقع والحفر

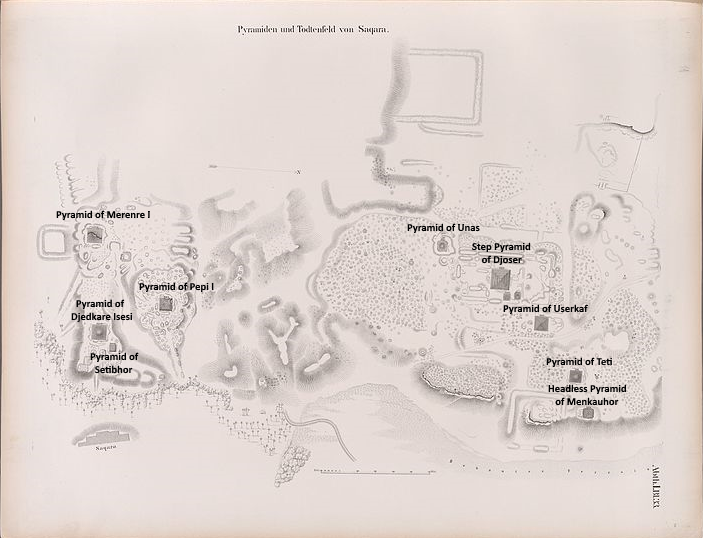
خريطة مشروحة لهضبة سقارة

نقل آخر ملوك الأسرة الخامسة أنشطة البناء الجنائزي من أبو صير إلى سقارة.   بنى جد كا رع هرمه 6 كـم (3.7 ميل) من مقبرة أبو صير في موقع جنوب سقارة.   كان أول هرم يتم بناؤه في تلك المنطقة.  تخلى أيضًا عن تقليد بناء معابد الشمس،  يشير إلى تحول في الأهمية الدينية من عبادة رع إلى عبادة أوزوريس. 
تمت زيارة الهرم لفترة وجيزة من قبل جون شاي بيرينج، وبعد ذلك بوقت قصير قام بها كارل ريتشارد ليبسيوس. تم استكشاف البنية التحتية للهرم لأول مرة في عام 1880 من قبل جاستون ماسبيرو. في منتصف الأربعينيات من القرن الماضي، حاول الكسندرا فاريل وعبد السلام حسين إجراء أول فحص شامل للهرم، لكن عملهم توقف وفقدت النتائج التي توصلوا إليها.  اكتشفوا بقايا الهياكل العظمية لجد كا رع في الهرم.  لم ينجح أحمد فخري أيضًا في إجراء فحص شامل في الخمسينيات. قطع نقش بارز التي اكتشفها فخري ونشرها لاحقًا محمد مرسي. تم حفر المنطقة المحيطة بالجسر والمعبد الجنائزي بواسطة محمود عبد الرازق. 
تم نشر المخططات المعمارية لمجمع الهرم لأول مرة بواسطة فيتو ماراجيوجليو وسيليست رينالدي بين عامي 1962 و 1977. وقد تم تحديد هذه المخططات من قبل محمد مجاهد وبيتر جانوسي وهانا فيمازالوفا غير متسق وغير دقيق.  منذ عام 2010، كان مجاهد المدير المسؤول عن أهرامات جد كا رع وستبحور. 

## مجمع الهرم

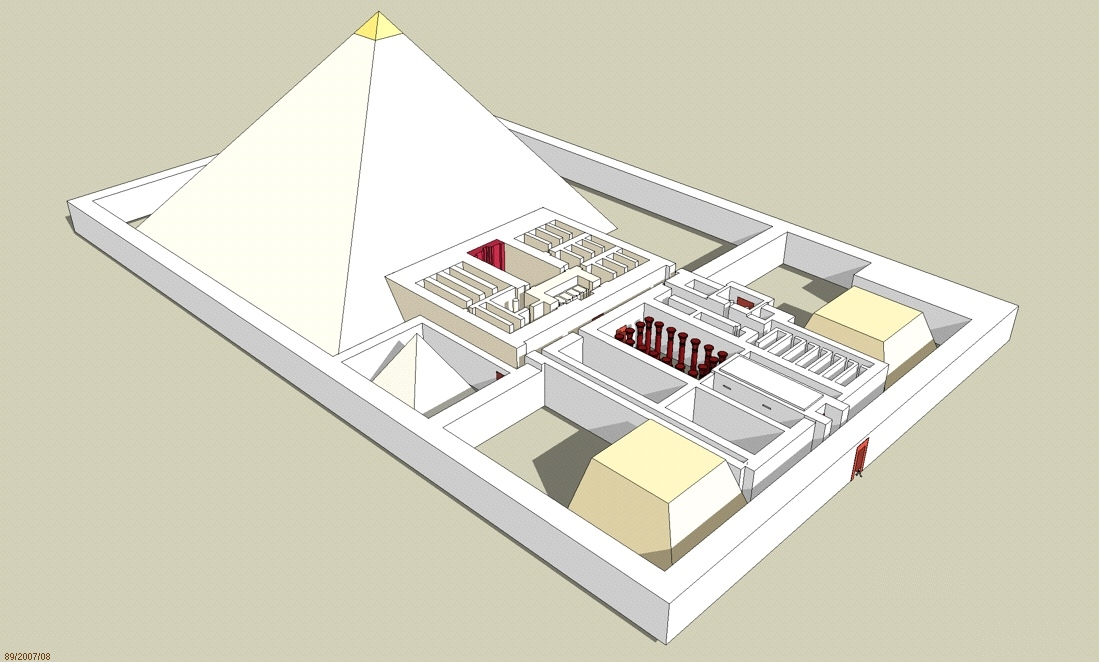
نموذج ثلاثي الأبعاد لمجمع هرم جد كا رع

### التخطيط
في المملكة القديمة تتكون المجمعات الجنائزية من خمسة مكونات أساسية: (1) معبد الوادي. (2) طريق. (3) هرم أو معبد جنائزي  ؛ (4) هرم عبادة أو هرم تابع  ؛ و (5) الهرم الرئيسي.  يحتوي نصب جد كا رع على كل هذه العناصر. تم تشييد الهرم الرئيسي من ست درجات من كتل الحجر الجيري.  معبد واد، مدفون تحت منازل سقارة الحديثة.   طريق جسر لم يتم حفره بعد.  معبد جنائزي على الجانب الشرقي من هرم،  وهرم عبادة في الركن الجنوبي الشرقي من الهرم الرئيسي،  مع بنية أساسية قياسية على شكل حرف T .  بالإضافة إلى ذلك، يوجد هرم مرتبط يقع في الركن الشمالي الشرقي من مجمع هرم جد كا رع،  ينتمي إلى سبتحور،  المعروف سابقًا باسم «هرم الملكة المجهولة». 

### الهرم الرئيسي
تم بناء قلب الهرم في ست خطوات مكونة من قطع صغيرة غير منتظمة من كتل الحجر الجيري مرتبطة ببعضها البعض باستخدام ملاط من الطين.  طول درجة قاعدة الهرم كانت 78.75 م (258 قدم؛ 150 قدم مكعب)،  مع كل درجة مبنية على ارتفاع حوالي 7 أمتار (23 قدم؛ 13 قدمًا مكعب) مرتفع،  يتقارب مع القمة عند منحدر 52 درجة مما يعطي الهرم ارتفاعًا أصليًا للذروة يبلغ 52.5 متر (172 قدم؛ 100 متر مكعب).  تم استخدام هذه النسب من قبل الحكام تيتي، بيبي الأول، مرن رع الأول،  وبيبي الثاني لهرمهم المجمعات.   لم تعد الخطوات الثلاث الأولى للهرم موجودة، والهرم المدمر يصل الآن ارتفاع حوالي 24 متر (79 قدم؛ 46 متر مكعب).  كان الهرم مغطى في الأصل بالحجر الجيري الأبيض الناعم من طرة.  تم نهب معظم الغلاف منذ ذلك الحين، على الرغم من أن بعضًا منه ظل كما هو وتم الحفاظ عليه جيدًا. 

### البنية التحتية

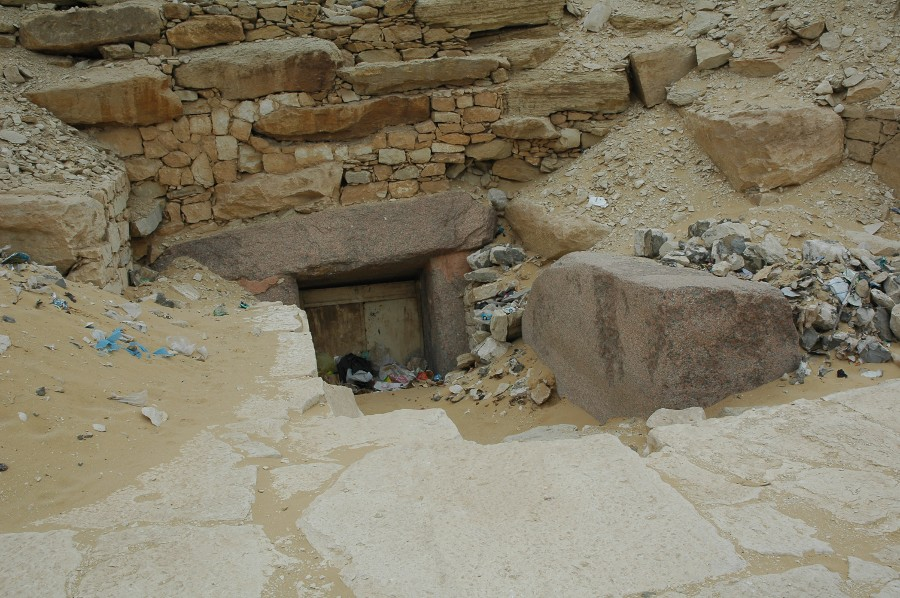
مدخل البنية التحتية على الوجه الشمالي للهرم

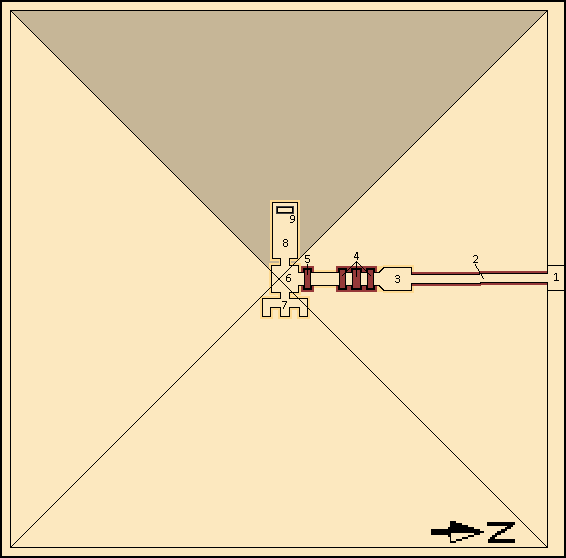
تخطيط البنية التحتية لجدكاري إيسيزي. بالترتيب: 1) الكنيسة الشمالية. 2) الممر النازل. 3) الدهليز. 4 و 5) بورتكولي الجرانيت ؛ 6) غرفة انتظار. 7) سرداب. 8) غرفة الدفن. 9) التابوت. الجرانيت مقدم باللون الأحمر ، والحجر الجيري باللون الأصفر.

تم الحصول على الدخول إلى البنية التحتية من الجانب الشمالي للهرم؛ ولكن على غير العادة، يكون المدخل تحت رصيف الفناء، بدلاً من الواجهة الشمالية.  كان هناك في الأصل كنيسة شمالية هنا؛ لم يتبق منه الآن سوى آثار.   المدخل يؤدي إلى ممر وصول مائل منحدر لأسفل من الجرانيت.   الممر له زاوية طفيفة باتجاه الشرق، وهو آخر ممر بني للقيام بذلك.  ينتهي الممر في دهليز، يتم من خلاله الوصول إلى ممر ثانٍ مبطن بالحجر الجيري، الممر الأفقي.   تم اكتشاف بقايا أواني مكسورة في الدهليز، مما يشير إلى أن بعض طقوس الدفن قد تم إجراؤها هناك.  تم حراسة الممر الأفقي بثلاثة أبواب من الجرانيت بالقرب من بداية الممر، ومدخل رابع من الجرانيت بالقرب من نهايته.  يؤدي خروج الممر الأفقي إلى غرفة الانتظار، وهي غرفة قياسها 4.02 م (13.2 قدم) في 3.1 م (10 قدم) إلى الشرق كانت غرفة،  السرداب، تحتوي على ثلاث منافذ للتخزين، سمة متطورة من سمات الأهرامات في ذلك العصر.   إلى الغرب توجد غرفة الدفن  ،   بقياس 7.84 م (25.7 قدم) × 3.1 م (10 قدم) التي احتوت ذات مرة على تابوت الحاكم البازلت.  تم العثور على أجزاء من التابوت في انخفاض 13 سم (5 بوصات) في الأرض.  تم تشييد سقف كل من غرفة الانتظار وغرفة الدفن من طبقتين أو ربما ثلاث طبقات من كتل الحجر الجيري الجملونية،   بنفس طريقة الأهرامات في أبوصير.  كانت كان طول هذه الكتل 5.25 م (17.2 قدم؛ 10.02 متر مكعب). 
تعرضت غرف البنية التحتية لأضرار بالغة على يد لصوص الحجارة، الذين اقتلعوا جدران الحجر الجيري في تورا،  مما جعل إعادة بناء المخطط المخطط أمرًا صعبًا.  تم ترك «السرداب» بمفرده، مع الحفاظ على هيكله وسقفه المسطح. تم الكشف عن لب البناء في الحجرات الأخرى، ويتكون من كتل مقطوعة بشكل فظ وشظايا صغيرة من الحجر الجيري تتراكم لتشكل البنية التحتية للهرم. تم هدم الجدار الذي يفصل بين غرفة الانتظار وغرفة الدفن بالكامل.  خضعت البنية التحتية لأعمال ترميم كبيرة ومتواصلة، ولا سيما تدعيم قلب الهرم وجدران غرفة الانتظار و «سرداب». 
جلس تابوت جدكارع في الأصل بالقرب من الجدار الغربي لغرفة الدفن. عند الطرف الجنوبي الشرقي من التابوت، كانت الجرار الكانوبية المرمرية مدفونة ذات مرة في حفرة صغيرة في الأرض.   تحت الأنقاض، تم العثور على شظايا فقط من التابوت الحجري والجرار المرمرية،  مع جثة محنطة لرجل في الخمسينيات من عمره يُفترض أنها بقايا جدكاري إيزيسي .  تعرضت المومياء لـ تأريخ بالكربون المشع، وكذلك قصاصات من غلاف الكتان والفحم المأخوذ من القبر. قدمت هذه العينات مجموعة من التواريخ تمتد من 3340 إلى 2460 قبل الميلاد، ونطاق مشترك من 2886 إلى 2507 قبل الميلاد. ميروسلاف فيرنر يشير إلى أن هذه النتائج تتوافق بشكل أفضل مع تواريخ ملكية مقترحة سابقة أكثر من التواريخ اللاحقة، ولكنها تتعارض مع التواريخ السابقة المشتقة من الناحية الفلكية والتي تفضل تواريخ ملكية مقترحة لاحقًا عن التواريخ السابقة. 